# Brabirodes orthesia
Brabirodes orthesia är en fjärilsart som beskrevs av Druce 1893. Brabirodes orthesia ingår i släktet Brabirodes och familjen mätare. Inga underarter finns listade i Catalogue of Life.